# Confiserie Sprüngli
Die Confiserie Sprüngli AG ist ein 1836 gegründetes Unternehmen zur Herstellung von Schokolade, Pralinen und Feingebäck in Zürich.

## Geschichte
Die Confiserie Sprüngli AG wurde 1836 von David Sprüngli und seinem Sohn Rudolf Sprüngli-Ammann an der Marktgasse in Zürich anstelle der «Konditorei Vogel» als Confiserie Sprüngli & Sohn gegründet. 1845 begannen sie, in ihrer Konditorei Schokolade herzustellen. 

### Sprüngli am Paradeplatz
Das Geschäft lief so gut, dass die Räume bald zu klein wurden. So zog Sprüngli 1859 in das neugebaute Haus bei den Tiefenhöfen am heutigen Paradeplatz an der Bahnhofstrasse.
Die Standortwahl Sprüngli sollte sich später als weitsichtig herausstellen: Zwar war der Neumarkt, wie der Paradeplatz damals noch hiess, mit der Post und ihrem Reisekutschenverkehr das Handelszentrum der Stadt Zürich, doch hatte das Gebiet noch nicht das vornehme, elegante Gesicht, in dem es sich heute zeigt. Hinter der Post lag das Kratzquartier, wo Wäscherinnen, Prostituierte, Kesselflicker und Scharfrichter lebten; wo heute die Bahnhofstrasse verläuft, befand sich bis 1867 der sumpfige Fröschengraben. Sie wurde 1877 bis zum See verlängert, das Kratzquartier wurde bis 1891 vollständig geschleift. Diese Neuerungen, gegen die sich viele Zürcher wehrten, legten den Grundstein für die heutige bevorzugte Geschäftslage. 

### Trennung von Confiserie und Schokoladenfabrik
1892 trennten sich die Wege der Confiserie Sprüngli und der Schokoladefabrikation Lindt & Sprüngli, beide werden seither als separate Unternehmen weitergeführt.

### Café und Confiserie
Besonders erfolgreich wurde in der neuen Confiserie Sprüngli der sogenannte «Erfrischungsraum». Wer in Zürich zur guten Gesellschaft zählte, traf sich dort nachmittags zu Kaffee und Kuchen. Der Raum konnte auch für Anlässe gemietet werden. Sprüngli etablierte sich im 19. Jahrhundert zum kulturellen Zentrum rund um den Paradeplatz. Dort verkehrten berühmte Persönlichkeiten wie etwa der Eisenbahnpionier und Politiker Alfred Escher und seine Tochter Lydia, die Schriftsteller Conrad Ferdinand Meyer, Gottfried Keller und die berühmte Heidi-Autorin Johanna Spyri und ihr Ehemann, der Stadtschreiber von Zürich Bernhard Spyri. 1909/1910 wurde das Ladenlokal am Paradeplatz im Jugendstil umgebaut. Um 1919 gruppierte sich hier dann die bekannte Dada-Szene. 1931 wurde erneut in einem damals modernen Stil umgebaut. 2007 wurde der Verkaufsraum vollständig erneuert, nach einer weiteren Renovierung 2024 wird das Café am 21. November 2024 wieder eröffnet. 
Noch heute ist das traditionelle Café im ersten Stock beliebter Treffpunkt der Zürcher Literatur- und Künstlerszene. Der Zürcher Schriftsteller Thomas Meyer schrieb seinen ersten Roman dort und widmete ihn dessen Belegschaft.

## Internationaler Ruf
Heute gilt die Confiserie Sprüngli als Pionier der Grand-Cru-Schokolade in der Schweiz und Vertreterin der Haute Chocolaterie mit internationalem Ruf. 2020 lancierte Sprüngli eine Weltneuheit – Grand Cru Absolu – eine Edelschokolade aus 100 % Kakaobohnen und Kakaofruchtfleisch. Im September 2022 stellte Sprüngli vegane Pralinen in Bâton-Form names Grand Cru Bâtons vor.

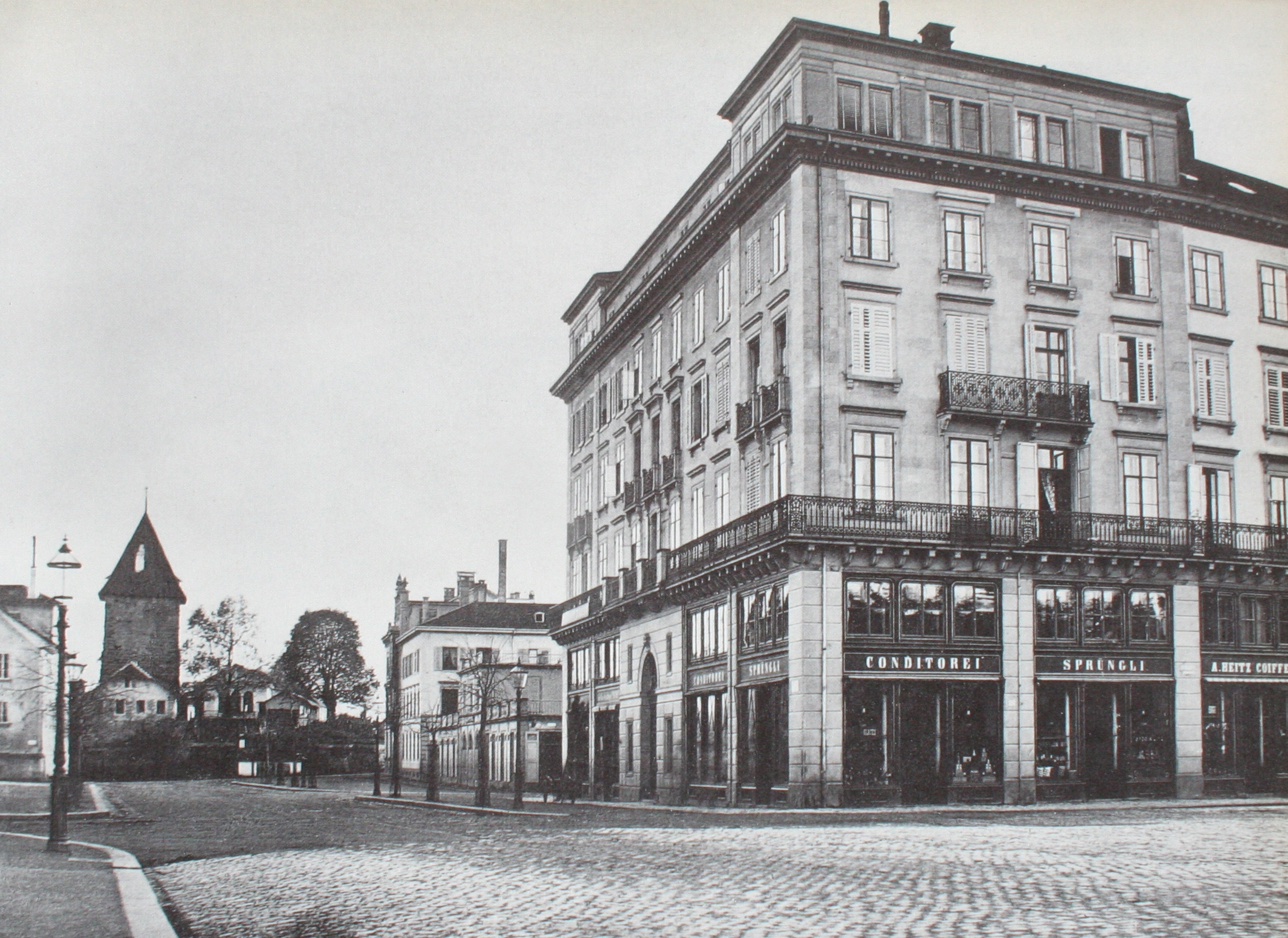
Die obere Bahnhofstrasse 1870
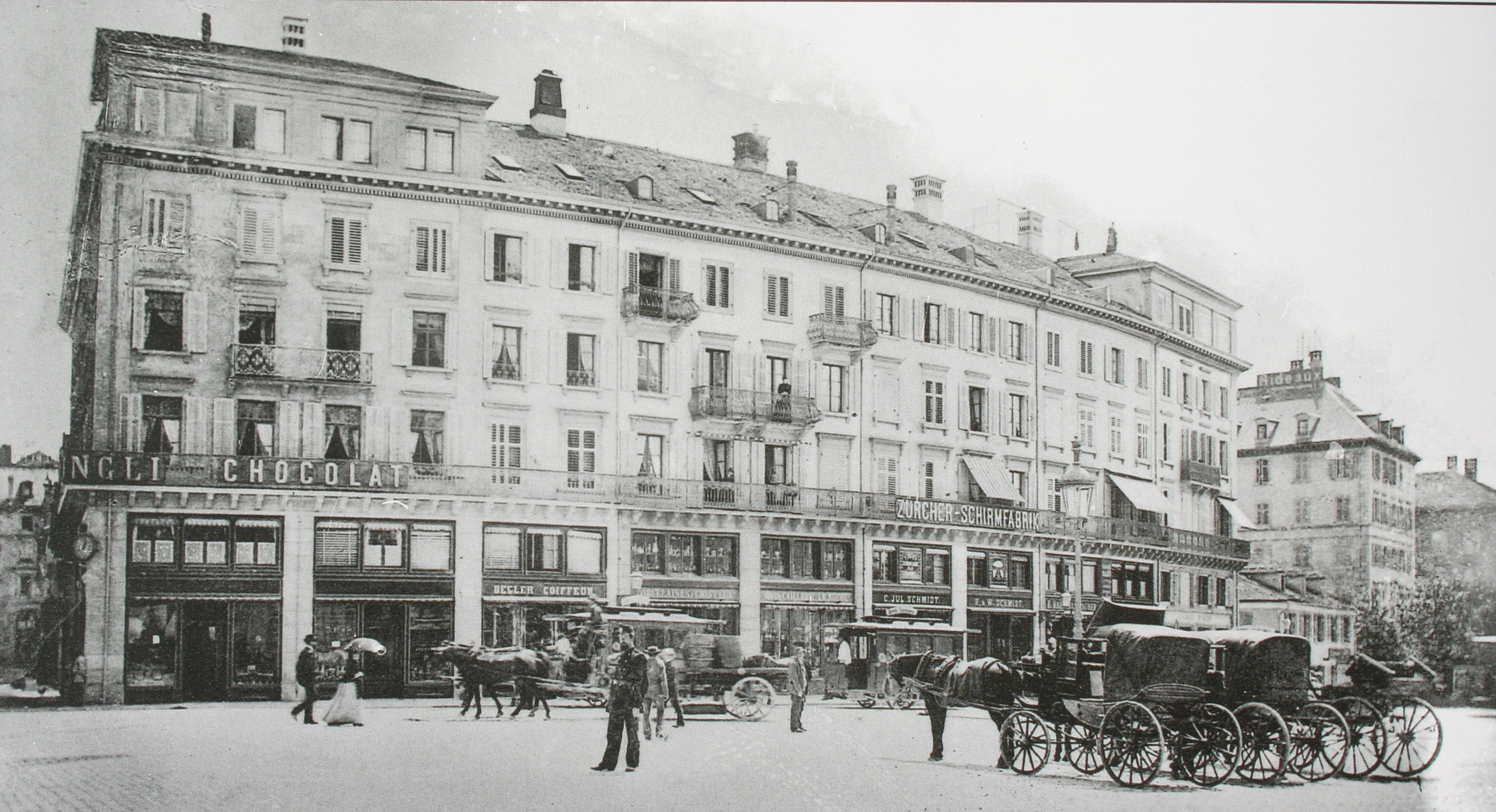
Sprünglihaus 1885
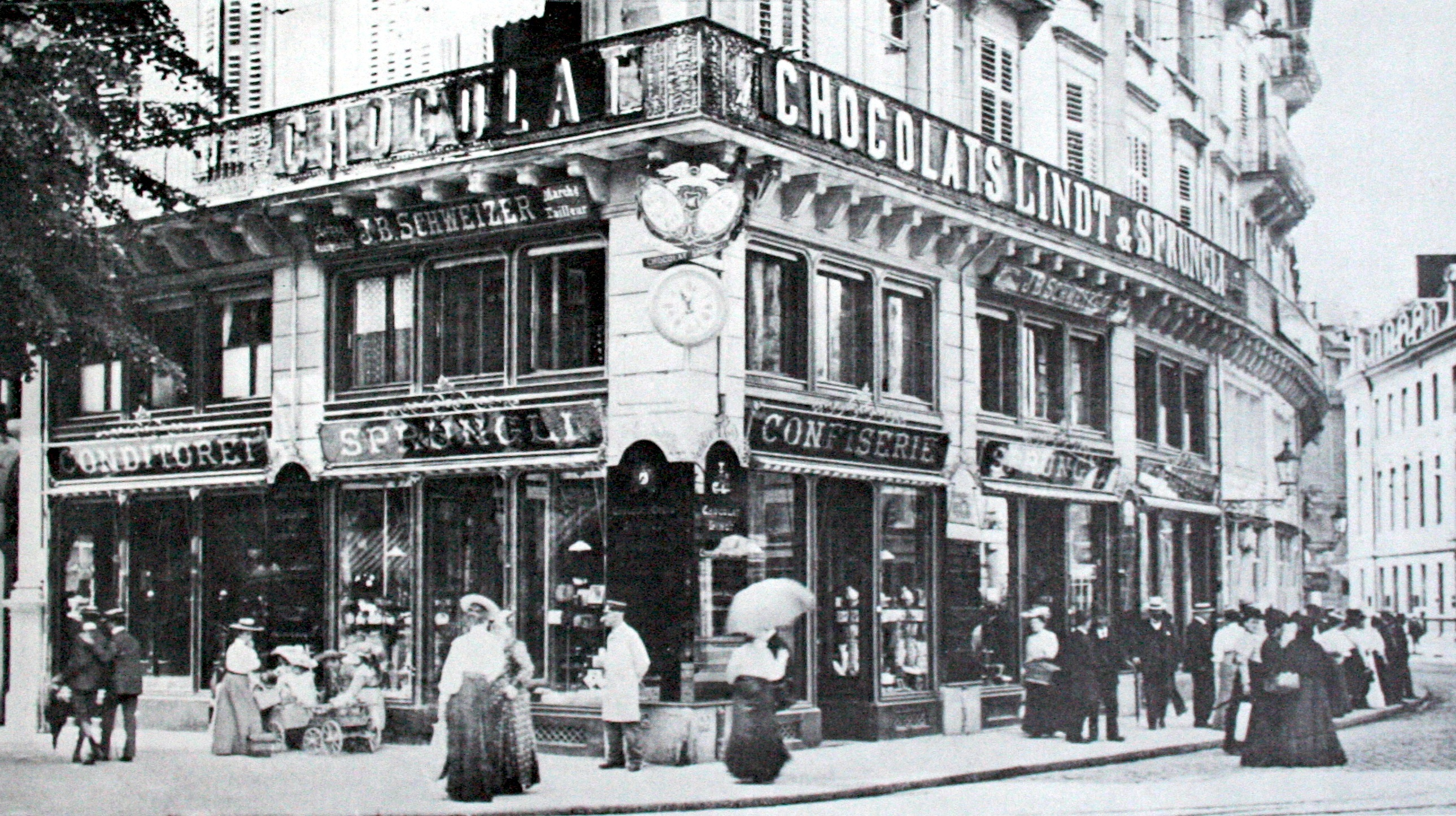
Die Confiserie Sprüngli um 1900
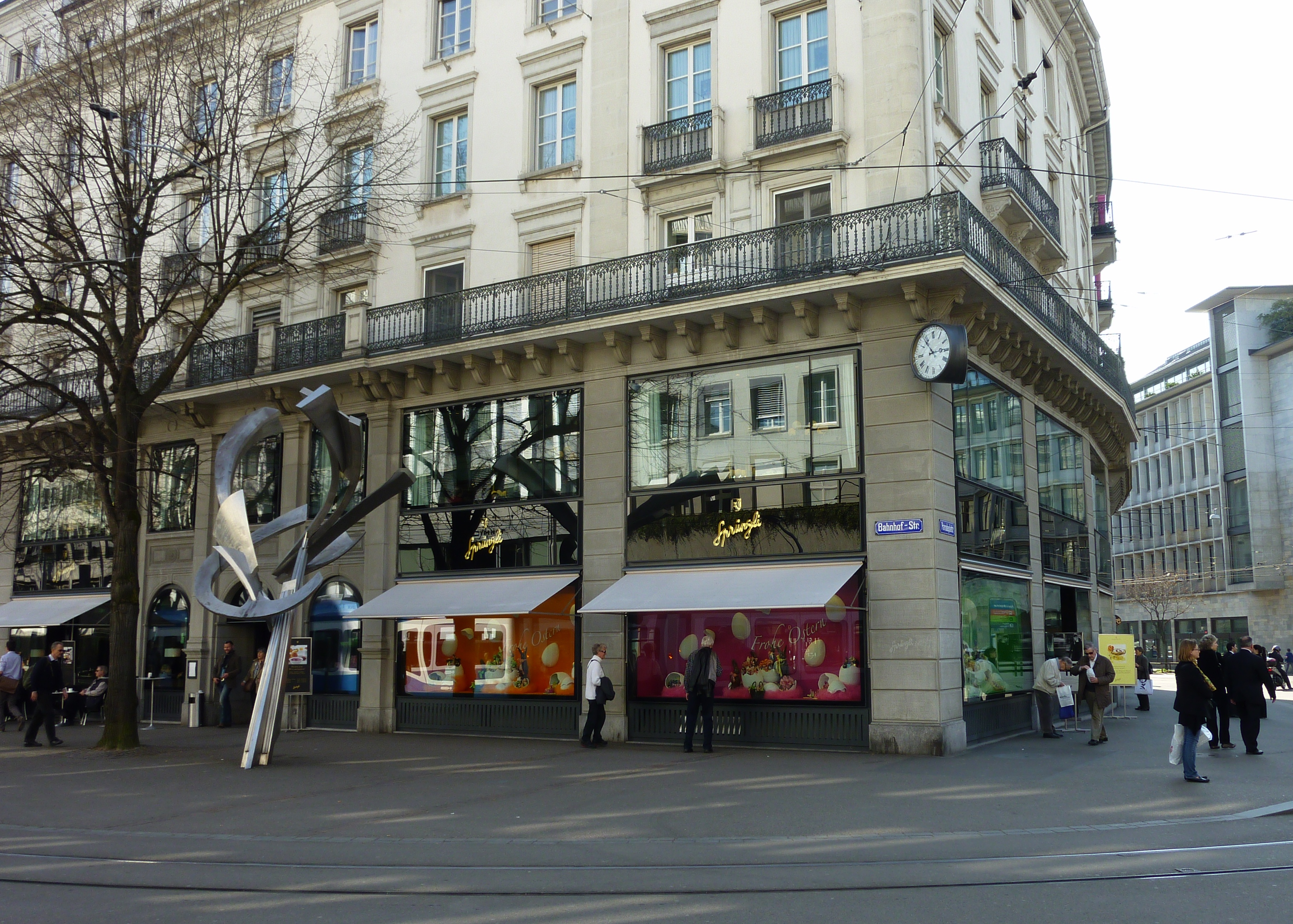
Gleiche Ansicht 2010

## Leitung
Nach David Robert Sprüngli übernahm 1924 mit Hermann Sprüngli die vierte Generation die Geschäftsleitung, 1956 mit Richard Sprüngli (1916–2013) die fünfte Generation. 1994 übernahm mit zwei Neffen Richard Sprünglis die sechste Generation die operative Führung der Firma.
- David Sprüngli, 1836–1859
- Rudolf Sprüngli, 1859–1892
- David Robert Sprüngli, 1892–1924
- Hermann Sprüngli, 1924–1956
- Richard Sprüngli, 1956–1994
- Milan und Tomas Prenosil, 1994–heute

2011 wurde die Confiserie Sprüngli AG mit dem 2. Platz des SVC Unternehmerpreises im Wirtschaftsraum Zürich ausgezeichnet.

## Produktion
1961 wurde die Produktionsstätte aus Platzgründen vom Paradeplatz nach Dietikon verlegt. Von dort werden die Filialen und das Hauptgeschäft beliefert.

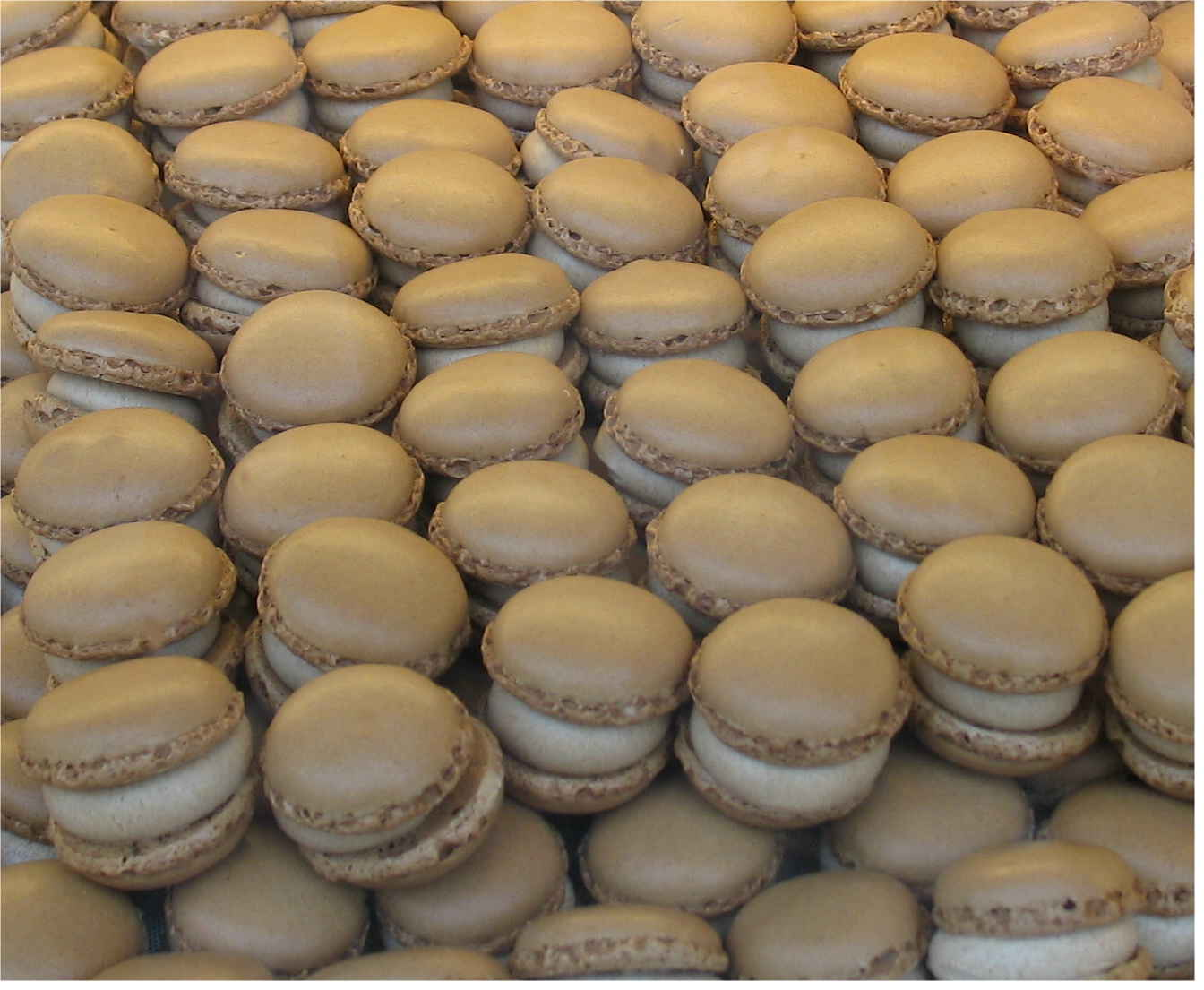
Sprünglis Luxemburgerli

Bekannte Produkte neben den Sprüngli-Pralinen sind die Luxemburgerli, ein einem Macaron sehr ähnliches Gebäck in Praliné-Grösse in verschiedenen (teilweise saisonal bedingten) Geschmacksrichtungen, das seit 1957 hergestellt wird, und eine seit 2005 angebotene Auswahl von Schokoladetrüffeln aus wilden Kakaobohnen namens «Grand Cru».
Ab dem 30. März 2021 startete die Fluggesellschaft Swiss eine neue Partnerschaft mit der Confiserie Sprüngli.

## Filialen
Die Confiserie Sprüngli verkauft ihre Produkte in 29 eigenen Filialen. Die meisten davon befinden sich in der Stadt Zürich und deren Ballungsraum, dort werden 17 Filialen unterhalten. Acht weitere Läden werden in anderen grossen Schweizer Städten betrieben. Im Jahr 2014 expandierte das Unternehmen zudem ins Ausland in die Vereinigten Arabischen Emirate. In Dubai hat es seither drei Standorte eröffnet. Auch die ausländischen Filialen werden von der Produktionsstätte in Dietikon beliefert. Nach der Eröffnung einer Filiale in Luzern ist Sprüngli nun in den meisten Schweizer Städten vertreten. Im April 2022 wurde ein Standort am Flughafen München eröffnet und im Dezember des gleichen Jahres ein weiterer am Flughafen Wien.